# Talassemia
La talassemia (dal greco θάλασσα, thàlassa, «mare», e αίμα, èma, «sangue» ; "mare" è in riferimento al fatto che sono delle malattie che presentano una elevata prevalenza nei paesi che affacciano sul Mar Mediterraneo) è una malattia genetica ereditaria del sangue che causa anemia, cioè un tasso dell'emoglobina preposta al trasporto dell'ossigeno nel sangue al di sotto dei livelli di normalità. Deve il suo nome alla maggiore diffusione tra la popolazione che vive in ambienti paludosi o acquitrinosi.
Ne esistono due tipi principali: alfa talassemia e beta talassemia o anemia mediterranea. La gravità dipende dal numero di geni mancanti fra quelli preposti alla codifica per l'emoglobina (normalmente quattro per l'alfa, due per la beta). La diagnosi viene in genere formulata grazie a esami del sangue – inclusi speciali test sull'emoglobina e genetici – e può avvenire anche prima della nascita grazie a esami prenatali.
La sintomatologia dipende dal tipo e può variare da nessun sintomo a sintomi gravi. Spesso si presenta un'anemia lieve o grave (bassi livelli di globuli rossi) di tipo microcitico, che può dare senso di stanchezza e pallore. Sono possibili anche disturbi all'apparato scheletrico, milza ingrossata, ittero, urina scura e, nei bambini, crescita lenta.
Nel 2013, 280 milioni di persone erano sofferenti di talassemia e circa 439.000 di essi presentavano una condizione grave. La condizione è più frequente tra persone di origine italiana, greca, mediorientale, sud-asiatica e africana. Maschi e femmine hanno tassi simili di malattia. Nel 2015 la talassemia ha causato 16.800 decessi, dato in calo rispetto ai 36.000 decessi registrati nel 1990. Coloro che presentano forme minori di talassemia, simili alle caratteristiche dell'anemia falciforme, hanno una certa protezione contro la malaria, il che spiega perché tali forme sono più frequenti nelle regioni del mondo in cui la malaria è diffusa.
Il trattamento dipende anch'esso dal tipo e dalla gravità. Per coloro che soffrono di una grave malattia sono spesso necessarie regolari trasfusioni di sangue, chelazione del ferro e/o somministrazione di acido folico. La chelazione del ferro può essere ottenuta con l'assunzione di deferoxamina o deferasirox. Occasionalmente, anche un trapianto di midollo osseo può essere un'opzione da considerare. Le complicanze della terapia possono includere il sovraccarico di ferro dalle trasfusioni con conseguente malattia cardiaca o epatica, infezioni e osteoporosi. Se la milza diventa eccessivamente grande (splenomegalia), può divenire necessaria la sua rimozione chirurgica.

## Diffusione
È molto diffusa nelle zone mediterranee come il Nord Africa, la Spagna meridionale, la Puglia, il delta del Po, la Sicilia e la Sardegna (in particolare nella zona meridionale) dove il tasso d'incidenza è pari al 12%. In queste ultime due regioni i portatori sani sono oltre 700.000 su una popolazione totale di poco meno di 7 milioni di abitanti. Sono circa 7.000 i pazienti in Italia e in altri 600 la talassemia coesiste con la drepanocitosi o anemia falciforme (censimento del 2000).
In Africa è più diffusa l'alfa talassemia (ridotta sintesi di catene alfa), mentre nel bacino del Mediterraneo è più diffusa la beta talassemia (ridotta sintesi delle catene beta), detta per questo anche "anemia mediterranea".
Considerando la diffusione geografica non solo della talassemia, ma di tutti i difetti del metabolismo dell'emoglobina e dei globuli rossi, si può notare come questa sia sovrapponibile a quella della malaria. Ciò si spiega con l'evidenza che la vita più breve dell'eritrocita rende più difficile il completamento del ciclo riproduttivo del plasmodio della malaria; in altre parole, le persone portatrici sane di talassemia sono più resistenti al plasmodio e quindi favorite nelle zone mediterranee.

## Eziologia

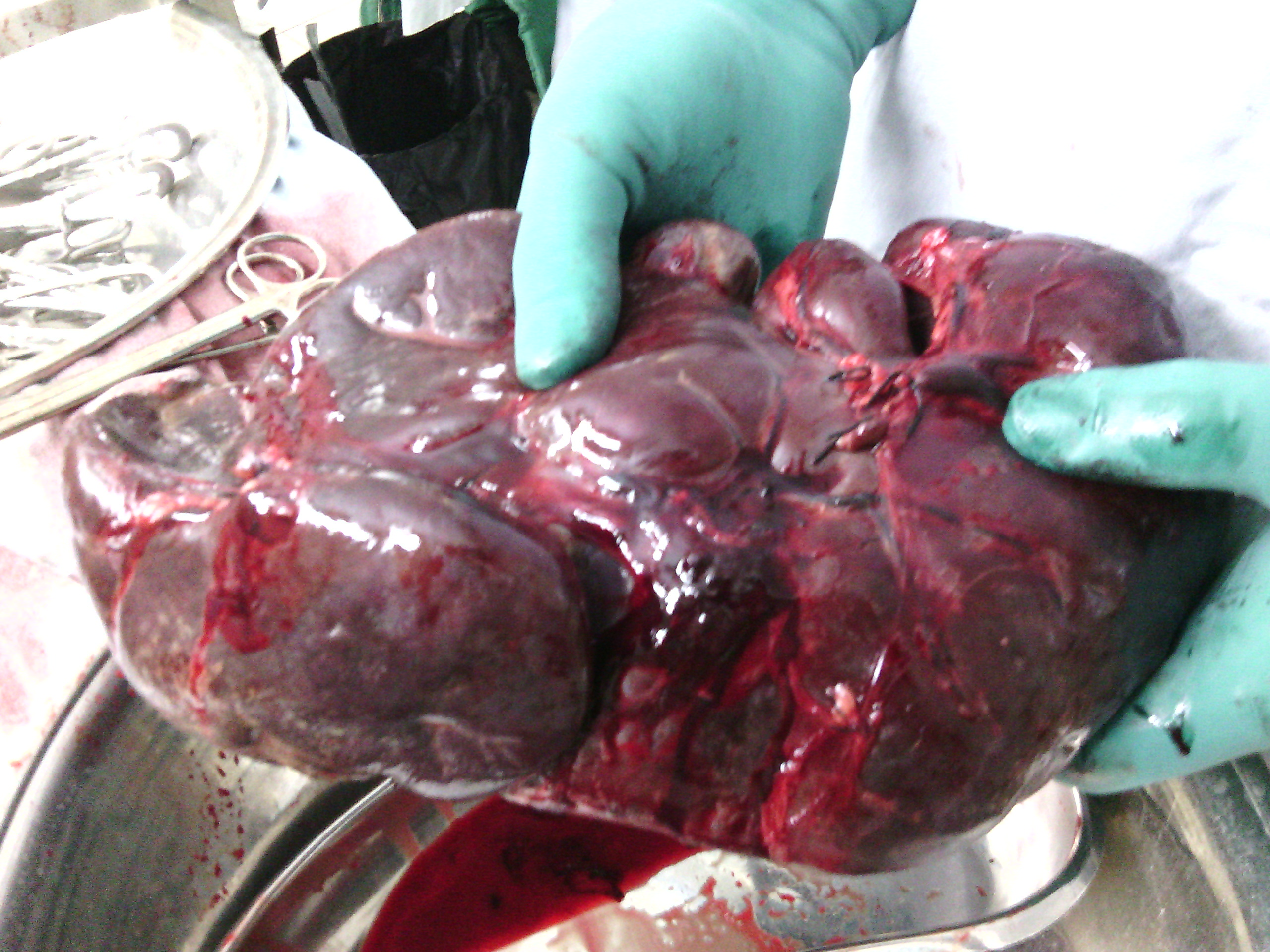
Milza rimossa chirurgicamente da bambino talassemico

Le talassemie costituiscono un gruppo eterogeneo di emoglobinopatie ereditarie recessive, caratterizzate dalla ridotta o assente sintesi dell'emoglobina.
L'emoglobina è una proteina che si trova all'interno dell'eritrocita a cui si lega l'ossigeno, che può venire così trasportato a tutto il corpo. È costituita da quattro parti globulari: due unità α, codificate da 2 geni (4 alleli) sul cromosoma 16, e due unità β codificate da un gene (2 alleli) sul cromosoma 11. 
Il numero di geni coinvolti e il livello della loro delezione definisce la variante talassemica.
Qualunque sia l'alterazione, si ha una riduzione della sintesi dell'emoglobina α2β2, con conseguente anemia ipocromica, cioè con globuli rossi poco colorati perché sono poco ricchi di emoglobina.

### Talassemia α
Per quanto riguarda le alterazioni a carico del gene alfa (α), queste sono più che altro delezioni abbastanza estese dei geni relativi.
Abbiamo quindi la possibilità di:
- delezione di un allele −α/αα, asintomatico;
- delezione di due alleli, nelle forme cis −−/αα e trans −α/−α, detto "tratto α talassemico" o "minor";
- delezione di tre alleli −−/−α, con un eccesso di catene gamma, fetali, mentre nell'adulto si formano complessi di emoglobina β4 (malattia da HbH), che precipitano (emolisi);
- delezione di tutti e quattro gli alleli −−/−− , l'eccesso di catene γ determina la formazione di tetrameri γ4 (Hb di Barts), responsabile di un quadro clinico noto come idrope fetale, incompatibile con la vita.

### Talassemia β
Le alterazioni del gene beta (β) sono eterogenee: possono infatti verificarsi sia delezione sia alterazioni puntiformi, che possono portare a difetti di trascrizione del DNA o di traduzione. È pertanto possibile distinguere mutazioni β+, difettosa, o β0, assente, a seconda della gravità della compromissione.
Nel caso di assenza totale di catene β, si formano solo le catene alfa, che precipitano, con la conseguente distruzione delle emazie (anemia emolitica) e digestione dei detriti da parte della popolazione fagocitaria di fegato e milza, con conseguente ingrossamento dei suddetti organi (epatomegalia e splenomegalia).